# Präsidialgebet
Präsidialgebete (lateinisch praesidere deutsch „leiten, den Vorsitz haben“), auch Vorstehergebete oder Amtsgebete  sind in der christlichen Liturgie die Gebete, die der Zelebrant als Vorsteher des Gottesdienstes (praeses) im Namen aller Teilnehmenden spricht.
Das Zweite Vatikanische Konzil sagte dazu:

„Überdies werden die Gebete, die der Priester, in der Rolle Christi an der Spitze der Gemeinde stehend, an Gott richtet, im Namen des ganzen heiligen Volkes und aller Umstehenden gesprochen.“

Die Amtsgebete des Priesters oder Bischofs (orationes praesidentiales) haben in der Liturgie einen hohen Stellenwert. Sie entfalten gegebenenfalls das Festgeheimnis oder besondere Anliegen der Messfeier und fassen wichtige Phasen des Gottesdienstes zusammen. Sie sind, mit wenigen Ausnahmen, an Gott den Vater gerichtet und schließen mit der Berufung auf die Gebetsmittlerschaft Christi (Joh 14,13 ), beim Tagesgebet trinitarisch erweitert. Der Vorsteher spricht oder singt die Präsidialgebete vernehmbar ( clara et elata voce, „mit deutlicher und lauter Stimme“) und stehend, teilweise in Orantenhaltung, während die Privatgebete der Liturgie leise und in gebeugter Haltung gesprochen werden. Die ganze Gemeinde als Trägerin der Gebete vollzieht die Gebete meist stehend mit und bekräftigt sie durch Akklamationen und das abschließende Amen.
Präsidialgebete in der heiligen Messe, im Stundengebet und in anderen sakramentalen Feiern sind
- das Hochgebet
- die Orationen (Tagesgebet, Gabengebet, Schlussgebet)
- Vaterunser-Embolismus, Friedensgebet.

Neben den Amtsgebeten kommen dem Zelebranten als Vorsteher des Gottesdienstes zu:
- die Verkündigung des Wortes Gottes
- Hinweise, Einleitungs- und Abschlussworte zum Gottesdienst und beim Fürbittengebet
- Spendung des Schlusssegens.[3]